# Steatocranus mpozoensis
Steatocranus mpozoensis är en fiskart som beskrevs av Roberts och Stewart, 1976. Steatocranus mpozoensis ingår i släktet Steatocranus och familjen Cichlidae. IUCN kategoriserar arten globalt som otillräckligt studerad. Inga underarter finns listade i Catalogue of Life.